# Heloro

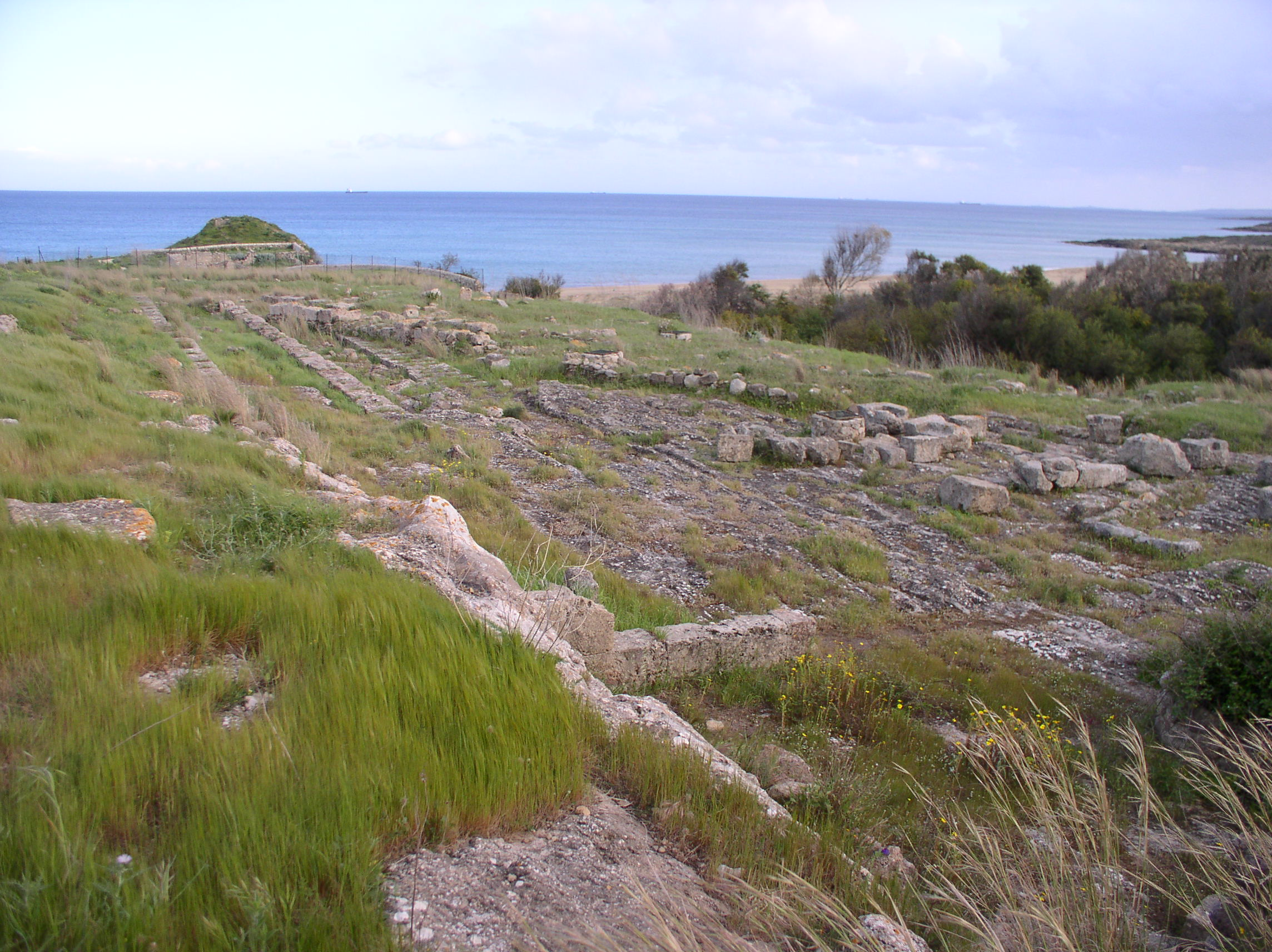
Vista del sitio arqueológico Heloro.

Mapa de algunas de las ciudades de Sicilia en la Antigüedad. Heloro estaba ubicada en el sureste de la isla.

Heloro o Eloro (en latín: Helorum o Helorus; en griego: Ἕλωρον, y también Ἔλωρος) fue una ciudad de Sicilia, al sur de Siracusa (a unos 40 km), en la desembocadura del río Heloros.
Se supone que fue una colonia de Siracusa, pero su fecha de fundación es desconocida; siempre dependió de Siracusa. En el tratado entre Hierón II de Siracusa y Roma del 263 a. C., Heloro fue una de las ciudades que permaneció en poder del siracusano. 
En la segunda guerra púnica fue favorable a los cartagineses y fue ocupada por Marco Claudio Marcelo. En aguas de esta ciudad unos barcos de Cayo Verres fueron atacados por los piratas. Plinio el Viejo no la menciona en su lista de ciudades de Sicilia, pero sí que habla de un castellum de nombre Helorus en el Helorus fluvium, y Claudio Ptolomeo habla de la civitas Helorus.
En el siglo XVI, Tomaso Fazello, vio sus ruinas un poco al norte del río y a unos 3 km de la costa, y entre los edificios destacó un teatro (llamado il Colisseo), y también los restos de las murallas, no muy grandes. Hoy día no queda más que una columna o monumento considerado un trofeo, erigido por los siracusanos para conmemorar su victoria sobre los atenienses, pero sin ninguna prueba en este sentido, ya que lo lógico sería que el monumento estuviera en el río Asinaro, que los atenienses no pudieron cruzar.